# Cyperus dioicus
Cyperus dioicus là loài thực vật có hoa trong họ Cói. Loài này được I.M.Johnst. mô tả khoa học đầu tiên năm 1924.